# تاريخ الأمم المتحدة

تأسيس الأمم المتحدة

يعود تاريخ الأمم المتحدة بوصفها منظمةً دولية إلى الحرب العالمية الثانية. ومنذ ذلك الحين توسعت أهدافها وأنشطتها لتصبح هيئة دولية نموذجية في أوائل القرن الحادي والعشرين.

## الخلفية
أُنشئت المنظمات الدولية الأولى لتمكين البلدان من التعاون في مسائل محددة. تأسس الاتحاد الدولي للبرق سنة 1865، واتحاد البريد العالمي سنة 1874. وكلاهما الآن من الوكالات المتخصصة التابعة للأمم المتحدة. سنة 1899، أنشأت اتفاقية لاهاي محكمة التحكيم الدائمة، وهي منظمة دولية بدأت العمل سنة 1902.
نشأ سلف الأمم المتحدة -عصبة الأمم- بعد الحرب العالمية الأولى، أُنشئت سنة 1919 بموجب معاهدة فرساي «لتعزيز التعاون الدولي وتحقيق السلام والأمن». ومنظمة العمل الدولية، وهي الآن وكالة متخصصة تابعة للأمم المتحدة، أُنشئت بموجب معاهدة فرساي بوصفها وكالة تابعة للعصبة.

## الأصول
نشأت الأمم المتحدة إثر سلسلة من المؤتمرات والإعلانات التي أدلى بها الحلفاء في أثناء الحرب العالمية الثانية.

### إعلان لندن
في 12 يونيو 1941، التقى ممثلو المملكة المتحدة وكندا وأستراليا ونيوزيلندا وجنوب إفريقيا، والحكومات المنفية لكل من بلجيكا وتشيكوسلوفاكيا واليونان ولوكسمبورغ وهولندا والنرويج وبولندا ويوغوسلافيا، وممثل الجنرال الفرنسي ديغول، في لندن لتوقيع إعلان قصر سانت جيمس. كان هذا المؤتمر الأول من بين 6 مؤتمرات أدت إلى تأسيس الأمم المتحدة وميثاق الأمم المتحدة.

### ميثاق الأطلسي
عقب مؤتمر الأطلسي، 9-12 أغسطس 1941، وضع الرئيس الأمريكي فرانكلين روزفلت ورئيس الوزراء البريطاني ونستون تشرشل رؤيةً مفصلة. وفي الاجتماع اللاحق لمجلس الحلفاء في لندن في 24 سبتمبر 1941، أجمعت حكومات البلدان الواقعة تحت احتلال المحور، إضافةً إلى الاتحاد السوفيتي وممثلي القوات الفرنسية الحرة، على التزام المبادئ المشتركة للسياسة التي وضعتها بريطانيا والولايات المتحدة.

### إعلان الأمم المتحدة
اقترح الرئيس الأمريكي فرانكلين روزفلت أولًا استخدام اسم الأمم المتحدة، إشارةً إلى حلفاء الحرب العالمية الثانية، وطرح الأمر على رئيس الوزراء البريطاني ونستون تشرشل في أثناء زيارة الأخير التي استمرت 3 أسابيع إلى البيت الأبيض في ديسمبر 1941. اقترح روزفلت الاسم بديلًا لمصطلح «القوى المرتبطة» الذي استخدمته الولايات المتحدة في الحرب العالمية الأولى. قبل تشرشل الفكرة واستشهد باستخدام اللورد بايرون لعبارة «الأمم المتحدة» في قصيدة حج تشايلد هارولد، التي أشارت إلى الحلفاء في معركة واترلو سنة 1815.

صاغ نص «إعلان الأمم المتحدة» الرئيس الأمريكي فرانكلين روزفلت، ورئيس الوزراء البريطاني ونستون تشرشل، وهاري هوبكنز مساعد روزفلت، في أثناء اجتماعهم في البيت الأبيض في 29 ديسمبر 1941. وأُدرجت الاقتراحات السوفيتية، لكن لم تشارك فرنسا. كان أول استخدام رسمي لمصطلح «الأمم المتحدة» في أول يناير 1942 عندما وقّعت 26 حكومة على الإعلان. وكان أحد التغييرات الرئيسية في ميثاق الأطلسي إضافة بند للحرية الدينية،. التي وافق عليها ستالين بعد إصرار من روزفلت. وبحلول 1945 وقع عليها 21 دولة أخرى.
صدر إعلان مشترك عن الولايات المتحدة والمملكة المتحدة والاتحاد السوفيتي والصين وأستراليا وبلجيكا وكندا وكوستاريكا وكوبا وتشيكوسلوفاكيا ودومينيكان وغواتيمالا وهايتي وهندوراس والهند ولوكسمبورغ وهولندا ونيوزيلندا ونيكاراغوا والنرويج وبنما وبولندا وجنوب افريقيا ويوغوسلافيا.
بالتوقيع، أعلنت الحكومات الموقعة الانضمام إلى الأغراض والمبادئ الواردة في الإعلان المشترك للرئيس الأمريكي ورئيس الوزراء البريطاني بتاريخ 14 أغسطس 1941، المعروف باسم ميثاق الأطلسي، واقتناعهم بأن النصر الكامل على أعدائهم ضروري للدفاع عن الحياة والحرية والاستقلال والحرية الدينية، والحفاظ على حقوق الإنسان والعدالة في أراضيهم وسائر الأراضي، وإنهم الآن منخرطون في صراع مشترك ضد القوى الهمجية الوحشية التي تسعى لإخضاع العالم، يتضمن الإعلان:
1.   تتعهد كل حكومة بتوظيف مواردها الكاملة، العسكرية والاقتصادية ضد أعضاء الاتفاق الثلاثي ومن ينضم إليهم، إذ تكون هذه الحكومة في حالة حرب معها.
2.  تتعهد كل حكومة بالتعاون مع الحكومات الموقعة على هذه الاتفاقية وعدم عقد هدنة منفصلة أو سلام مع الأعداء.

يلتزم الإعلان السابق الدول الأخرى التي قدمت -أو ستقدم- مساعدات مادية ومساهمات في النضال من أجل الانتصار على النازية.
خلال الحرب، أصبحت الأمم المتحدة المصطلح الرسمي للحلفاء. وللانضمام كان على الدول التوقيع على الإعلان، وإعلان الحرب على المحور.

### مؤتمر موسكو وطهران
كان الرئيس الأمريكي روزفلت هو المروج الرئيسي لفكرة القوى الأربع. وظهرت الالتزامات الأولى لإنشاء منظمة دولية مستقبلية في الإعلانات الموقعة في مؤتمرات الحلفاء في زمن الحرب عام 1943. وأسفر مؤتمر موسكو عن إعلان موسكو، متضمنًا إعلان الدول الأربع حول الأمن العام، الذي أغفل أي نقاش حول إنشاء قوة حفظ سلام دائمة بعد الحرب. بل كان هدفه المعلن إنشاء «منظمة دولية عامة في أقرب وقت ممكن». وصاغته وزارة الخارجية الأمريكية ووقعه وزراء خارجية الولايات المتحدة والمملكة المتحدة والاتحاد السوفيتي والصين. كان هذا أول إعلان رسمي للتفكير في إنشاء منظمة دولية جديدة لتحل محل عصبة الأمم. وأعقب مؤتمر طهران في 30 أكتوبر 1943 حين التقى روزفلت وتشرشل وستالين وناقشوا فكرة إنشاء منظمة دولية بعد الحرب.

### مؤتمرات دمبارتون أوكس ويالطا
وافق الحلفاء على الهيكل الأساسي للهيئة الجديدة في مؤتمر دومبارتون أوكس سنة 1944. من 21 سبتمبر إلى 7 أكتوبر، اجتمعت وفود الأربعة الكبار في واشنطن العاصمة لوضع خطط. التقى ممثلو الولايات المتحدة وبريطانيا أولًا مع الاتحاد السوفيتي ثم جمهورية الصين. وقد أنتجت تلك المحادثات والمحادثات اللاحقة مقترحات تحدد أهداف المنظمة الدولية الجديدة، وعضويتها وأجهزتها، وترتيبات الحفاظ على السلام والأمن الدوليين، والتعاون الاقتصادي والاجتماعي الدولي، وحثّ تشرشل روزفلت على إعادة فرنسا إلى وضعها قوةً عظمى بعد تحرير باريس في أغسطس 1944.
وفقًا لروزفلت، أصبح إنشاء المنظمة الجديدة الهدف الأهم للجهود الحربية بأكملها. وكانت فكرته أن يتعاون «4 من قوى الأمن» للحفاظ على السلام وفرضه. وستتخذ الولايات المتحدة وبريطانيا والاتحاد السوفيتي والصين القرارات الرئيسية. أعلن عن تأييده القوي في الحملة الرئاسية عام 1944، ونقل التخطيط التفصيلي إلى وزارة الخارجية، حيث عمل سمنر ويلز والوزير كورديل هال في المشروع. وناقشت الحكومات والمنظمات والمواطنون حول العالم هذه المقترحات.
وفي مؤتمر يالطا في فبراير 1945، وافق روزفلت وتشرشل وستالين على إنشاء الأمم المتحدة، ومجلس الأمن التابع للأمم المتحدة، أصر ستالين على امتلاك حق النقض ووافق روزفلت أخيرًا، ومن ثم تجنب الضعف القاتل لعصبة الأمم، التي كانت قادرة نظريًا على إصدار أوامر لأعضائها للتصرف في تحدٍ لبرلماناتهم. واتُفق على أن العضوية ستكون مفتوحة للدول التي انضمت إلى الحلفاء بحلول 1 مارس 1945. وانضمت البرازيل وسوريا وعدد من الدول الأخرى للعضوية بإعلان الحرب على ألمانيا أو اليابان في الأشهر الثلاثة الأولى من عام 1945، في بعض الحالات بأثر رجعي.